# Magnolia lanuginosa
Magnolia lanuginosa là một loài thực vật có hoa trong họ Magnoliaceae. Loài này được (Wall.) Figlar & Noot. mô tả khoa học đầu tiên năm 2004.